# Calcinara
Calcinara é um rio da Sicília, na Itália. Ele corre próximo à cidade de Pantalica.